# Lutzomyia trapidoi
Lutzomyia trapidoi är en tvåvingeart som först beskrevs av Fairchild G. B., Hertig M. 1952.  Lutzomyia trapidoi ingår i släktet Lutzomyia och familjen fjärilsmyggor.
Artens utbredningsområde är Central- och Sydamerika, den har hittats i Panama, Colombia, Guatemala, Costa Rica, Nicaragua, Ecuador och Honduras.
Arten är en vektor för vissa parasiter inom släktet  Leishmania som kan orsaka sjukdomen leishmaniasis..